# Mauser HSc
La Mauser HSc es una pistola semiautomática de 7,65 mm fabricada en Alemania durante la Segunda Guerra Mundial, así como en la posguerra. La designación HSc significa Hahn Selbstspanner ("martillo de amartillado automático") Pistole, tercer y último modelo "C". Su producción fue retomada durante la ocupación francesa en 1945-1946, y más tarde por la Mauser desde 1968 hasta 1977. Tiene un martillo semi-oculto, gatillo de doble acción, cargador monohilera y un muelle recuperador que rodea al cañón.   

## Historia y desarrollo
Compitió en el mercado militar y policial con las contemporáneas Sauer 38H, Walther PPK y PP. Originalmente destinada al mercado civil, la Mauser HSc fue comparada al inicio por la Kriegsmarine, seguida por el Heer y la Policía. Las Mauser HSc de la Luftwaffe y el Waffen-SS fueron obtenidas de los lotes del Heer y la Policía.
El número de serie de cada pistola está ubicado en la parte frontal del armazón, encima del cargador. Los últimos tres dígitos del número de serie están ubicados en la parte inferior de la récamara (estampados) y en el panel frontal de la corredera, debajo de la boca del cañón (escritos con lápiz eléctrico).
Su producción empezó a fines de 1940 con el número de serie 700.000, como una extensión de los números de serie de la pistola Mauser Modelo 1934, una pistola mucho más difícil de fabricar. Las primeras pistolas tenían cachas de madera bien hechas, siendo muy pulidas y bien pavonadas. Las primeras 1.350 pistolas fueron fabricadas para el mercado civil y, por la baja ubicación de los tornillos de las cachas, son conocidas como la variante "tornillo de cacha bajo". Aproximadamente la mitad del primer lote fue comprado por la Kriegsmarine. Todas estas pistolas con tornillo bajo son muy escasas hoy en día. A partir del número de serie 701.345 aproximadamente, los tornillos de las cachas fueron reubicados más arriba, en una posición más central y resistente.
El Heer empezó a comprar la Mauser HSc con una orden inicial de 3.000 pistolas a inicios de 1941, empezando desde el número de serie 701.345 y terminando, con intermitencias, en el número de serie 712.000. Estas pistolas tienen estamapado el marcaje de inspección Águila/655 en el lado izquierdo de la base posterior del guardamonte y un marcaje de prueba de disparo en fábrica Águila/N en el lado derecho de la base posterior del guardamonte. Además se les estampó un pequeño marcaje de prueba del Heer en el lado izquierdo del lomo de la empuñadura. El Heer realizó más pedidos durante la guerra, junto a las pistolas compradas por la Policía y la Kriegsmarine, con casi el 24% de la producción total de 252.000 pistolas yendo al mercado civil.
Unas 5.000 pistolas de la segunda variante para el Heer tenían números de serie que iban, con intermitencias, desde 712.000 hasta 745.000. Estas tienen estampado el marcaje Águila/655 WaA (Aprobado por el Heer) en el lado izquierdo de la base posterior del guardamonte y el marcaje de prueba de disparo en fábrica Águila/N en el lado derecho de la base posterior del guardamonte y en el lado derecho delantero del armazón, pero no llevan el marcaje de prueba del Heer en el lado izquierdo del lomo de la empuñadura. El acabado de estas pistolas también es de primera calidad.
Unas 4.000 pistolas de la tercera variante para el Heer tenían números serie que iban con intermitencias desde 745.000 hasta 790.000. Estas tienen estampado el marcaje de aceptación Águila/135 en el lado izquierdo de la base posterior del guardamonte y los marcajes de prueba de disparo en fábrica Águila/N en el lado derecho de la base posterior del guardamonte y en el lado derecho delantero del armazón. El acabado de alta calidad de las primeras pistolas empieza a declinar a partir de este lote.
La cuarta variante consiste en 31.000 pistolas con números de serie intermitentes que van desde el 790.000 al 886.000. Estas pistolas tienen el marcaje de aceptación Águila/135 y los marcajes de prueba de disparo en fábrica Águila/N como las anteriores. En las pistolas que siguieron al número de serie 855.000, hay un logotipo de 3 líneas estampado junto al escudo en el lado izquierdo de la corredera. El pulido de estas pistolas es más áspero y el pavonado militar "azul anochecer" es más evidente. Se ha eliminado el cuadrillado del interior del canal de puntería.
La última variante, con unas 32.000 pistolas que tienen números de serie intermitentes que van desde el 886.000 al 952.000, tiene el logotipo de tres líneas en el lado izquierdo de la corredera, así como el marcaje de aceptación Águila/WaA135 y los marcajes de prueba de disparo en fábrica Águila/N. A partir del número de serie 914.000, a algunas pistolas se les instaló cachas de plástico negro. Las últimas pistolas, del número de serie 949.500 al 952.000, tenían el acabado fosfatado de la Mauser, que se parecía al parkerizado estadounidense de la mayoría de fusiles M1 Garand, carabinas M1 y pistolas M1911A1. El fosfatado de la Mauser es de color variable, desde gris oscuro hasta un color casi verde. Estas pistolas fosfatadas son bastante escasas hoy en día y, con el marcaje de aceptación Águila/WaA135, son muy buscadas por los coleccionistas.[cita requerida] Cabe resaltar que los marcajes Águila/WaA135 generalmente están correctamente estampados en las primeras pistolas fosfatadas, pero de cabeza en las últimas pistolas. Las piezas de muchas pistolas fosfatadas del último lote por lo general son una mezcla de viejas piezas pavonadas con piezas fosfatadas. Pueden existir pistolas Mauser HSc con armazones y correderas de distinto acabados, siendo sumamente escasas y buscadas por los coleccionistas.[cita requerida]
La producción de la Mauser HSc en la Segunda Guerra Mundial cesó, cuando los soldados estadounidenses capturaron el área de Oberndorf a fines de abril de 1945. Después que el área fue entregada a los franceses, la producción se reinició para su uso y fue cesada en 1946.
El personal militar de cualquier rango al que no se le suministraba armas auxiliares, con frecuencia compraba pistolas Mauser HSc en el mercado civil y las llevaban en campaña. Tales pistolas civiles eran traídas con frecuencia por veteranos de la Segunda Guerra Mundial como recuerdos, frecuentemente en fundas con marcajes militares.
Distribución de la producción total de la Mauser HSc (1940-1945):
- Heer:                 137,121 (54.4%)
- Kriegsmarine:          27,100 (10.8%)
- Polizei (Policía):     28,300 (11.2%)
- Civil:                 59,467 (23.6%)
- Total:                251,988 (100.0%)

Las Mauser HSc fabricadas por los franceses en 1945-1946 tienen estampado el marcaje RW. La mayoría de estas pistolas fueron destinadas a las fuerzas francesas que combatieron en la Guerra de Indochina.
La producción de pistolas civiles de alta calidad se reinició en la fábrica Mauser de Oberndorf desde 1968 hasta 1977. Estas fueron suministradas a algunas unidades policiales alemanas y principalmente exportadas al mercado civil estadounidense. Estaban disponibles tanto pavonadas como niqueladas.
Esta pistola originalmente empleaba el cartucho 7,65 x 17 Browning, pero la mayoría de pistolas fabricadas en la década de 1970 empleaban el 9 x 17 Corto.